# 棋盤駅
棋盤駅（ぎばんえき）とは、中華人民共和国吉林省吉林市竜潭区に位置する吉舒線、九江線の駅。

## 歴史
- 1966年　開業。

## 隣の駅
中華人民共和国鉄道部
吉舒線
吉林北駅 - 棋盤駅 - 金珠駅
九江線
新九站駅 - 棋盤駅 - 江密峰駅
座標: 北緯43度58分04秒 東経126度32分50秒 / 北緯43.96772度 東経126.54724度